# Jasper van Kinschot (voor 1444-1488)
Jasper van Kinschot van Turnhout (voor 1444, Turnhout - 1 januari 1488, Leuven), tevens bekend als Gaspar of Jaspar van Kyn(s)schot, Divitatis, Turnholtanus, en bijgenaamd ‘de Rijcke’, was hoogleraar theologie en kanunnik (1482-1488) van de Sint-Pieterskerk te Leuven. Ook diende hij als rector en regent van de Universiteit van Leuven.

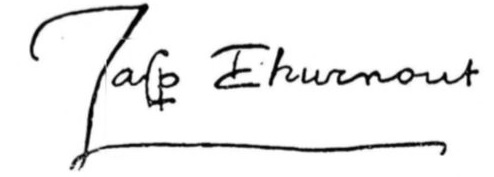
Handtekening Jasper van Kinschot

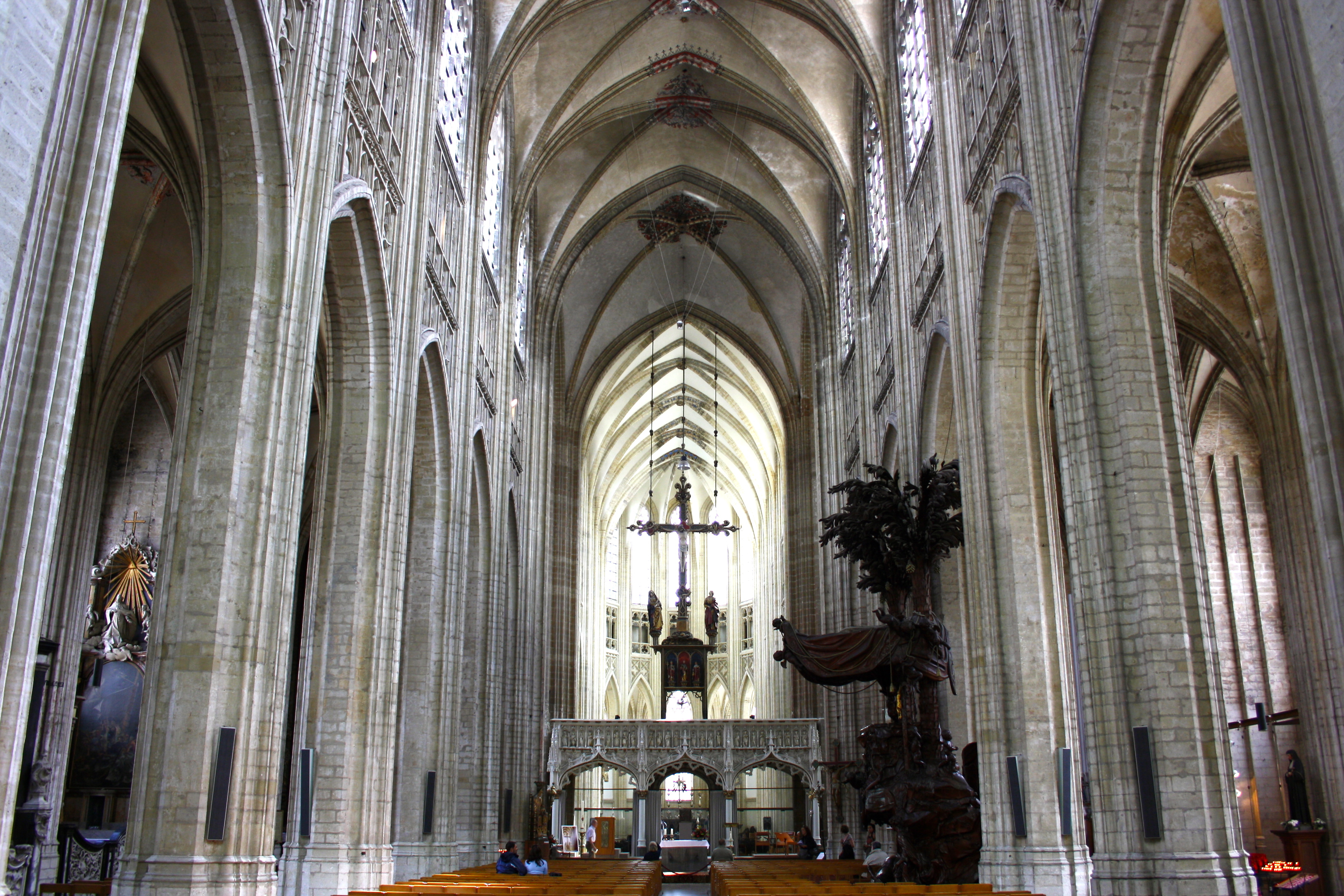
Sint-Pieterskerk te Leuven

## Leven
Jasper van Kinschot stamde uit een geslacht, dat omstreeks 1300 een grondgebied bij Turnhout, tussen Corsendonk en Retie, in leen had gekregen van Hertog Jan II van Brabant. Een Peter van Kinschot van Turnhout wordt ook vermeld tussen de leenmannen van Hertog Jan III van Brabant. Het geslacht Van Kinschot bleef een voorname rol te Turnhout spelen tot de familie zich in de 17de eeuw in Brussel en Delft/Den Haag had gevestigd.
Jasper was zoon van Peter van Kinschot (overleden 1487), schepen van Turnhout, en Elisabeth de Rijcke (overleden 1460). Zijn broers Willem (overleden 1494) en Jan van Kinschot (overleden 1477) waren geestelijken in de Abdij van Tongerlo; de laatstgenoemde werd daar gekozen tot abt. Door zijn ouders werd Van Kinschot in 1444 gezonden naar de pedagogie De Valk van de Universiteit van Leuven, een van de vier pedagogieën van de Faculteit der Artes. Dit betreft de vroegst bekende documentatie van hem. Hier werd Van Kinschot eerst meester in de vrije kunsten (1473), waarin hij daarna doceerde. Vanaf 1468 richtte hij zich ook op het gebied van de godsgeleerdheid, waarop hij promoveerde.
Op 28 februari 1468 werd Van Kinschot gekozen tot rector magnificus, een functie waar men destijds voor de duur van zes maanden voor werd benoemd. In 1471 volgde hij Everard Cotelron uit Zwolle (overleden van dat jaar) op als regent van de pedagogie De Valk. Deze positie zou Van Kinschot tot 1482 behouden.
Buiten de universiteit had Van Kinschot ook een kerkelijke loopbaan. Zo was hij rector altaris in Waalwijk (1473-1479), Klein-Zundert (1473-1479), Alphen (1478-1479) en Kalmthout (1475-1485), waar hij dat laatste jaar tevens rector appendicitis was. Vanaf 1482 tot aan zijn overlijden was Van Kinschot kanunnik van de Sint-Pieterskerk te Leuven.

## Nalatenschap
Van Kinschot was gedurende zijn leven vermogend, maar liet een aanzienlijk deel hiervan na aan anderen. Per testament (18 mei 1487) en codicil (8 juli 1487, beide thans bewaard in het Rijksarchief te Leuven), besloot hij een deel van zijn vermogen onder te brengen in een stichting die Turnhoutenaars en bloedverwanten financieel ondersteunde tijdens hun studie in Leuven. Tientallen stadgenoten profiteerden van deze mogelijkheid. Dat leidde tot een toename van het aantal Turnhoutenaars dat ging studeren in Leuven. 
In het Belgisch Staatsblad van 1955 werden nog steeds door het Aartsbisschoppelijk seminarie in Mechelen studiebeurzen aangeboden, gedeeltelijk uit naam van Jasper (Gaspar) van Kinschot. Hij had bepaald, dat er een beurs werd gecreëerd voor het college van de Heilige Geest, voor de pedagogie De Valk en twee beurzen voor het college Sint-Ivo. Recenter nog, in 2010, publiceerde dat blad namens de Commissie voor Studiebeurzenstichtingen van Brabant een beurs voor de studie rechten voor onder andere ‘de bloedverwanten van Gaspard Kinschot’.
Van Kinschot liet ook geld na aan de Sint-Pieterskerk te Turnhout, de Sint-Pieterskerk te Leuven en het Leuvense kartuizerklooster ter creatie van een cel in het klooster.

## Varia
- In Turnhout is de Jaspar van Kinschotstraat, zijstraat van de Hendrik De Vochtstraat. De Vocht schreef over Jasper van Kinschot, onder andere in de publicaties van Taxandria, de Koninklijke Geschied- en Oudheidkundige Kring van de Antwerpse Kempen.